# Jason Derülo (album)
Jason Derulo is het debuutalbum van de gelijknamige artiest Jason Derülo. Het album is geproduceerd door J.R. Rotem. Derülo schreef de liedteksten voor succesvolle artiesten tussen 2007 en 2009. Zijn debuutsingle Whatcha say kwam uit in de zomer van 2009 en oogstte veel succes. Na de verschijning van deze single begon Derülo te werken aan zijn eerste album. In december 2009 was het album klaar. De singles In my head en Ridin' Solo deden het wereldwijd goed. De twee laatste singles van dit album werden in België echter een flop.

## Nummers
- 1. Whatcha Say"
- 2. Ridin' Solo
- 3. In My Head
- 4. The Sky's the Limit"
- 5. What If
- 6. Love Hangover
- 7. Encore
- 8. Fallen
- 9. Blind

Bonusnummers
- 10. Strobelight (Internationale Bonus Track)
- 11. "Queen of Hearts" (iTunes & Japanse bonus track)
- 12. "Whatcha Say" (Acoustic Version) (iTunes & Japanse Bonus track)
- 13. "In My Head" (Rhythm Remix) (iTunes & Japanse Bonus track)
- 14. "Whatcha Say" (Klubjumpers Radio Remix) (Japanse bonus track)
- 15. "Whatcha Say" (Johnny Vicious Remix) (Japanse bonus track)
- 16. "Whatcha Say" (Wawa Radio Remix) (Japanse bonus track)

## Uitgave
| Country             | Date             | Label                       |
| ------------------- | ---------------- | --------------------------- |
| Nieuw-Zeeland       | 26 februari 2010 | Beluga Heights/Warner Bros. |
| Verenigd Koninkrijk | 1 Maart 2010     | Beluga Heights/Warner Bros. |
| Amerika             | 2 Maart 2010     | Beluga Heights/Warner Bros. |
| Canada              | 2 Maart 2010     | Beluga Heights/Warner Bros. |
| België              | 2 Maart 2010     | Beluga Heights/Warner Bros. |
| Nederland           | 2 Maart 2010     | Beluga Heights/Warner Bros. |
| Australië           | 5 maart 2010     | Beluga Heights/Warner Bros. |
| Duitsland           | 5 maart 2010     | Beluga Heights/Warner Bros. |
| Japan               | 10 Maart 2010    | Warner Music                |
| Brazilië            | 25 maart 2010    | Warner Music                |